# اجانتا
اجانتا (به انگلیسی: Ajantha) یک منطقهٔ مسکونی در هند است که در مهاراشترا واقع شده‌است.

## خصوصیات
اجانتا ۵۸۶ متر بالاتر از سطح دریا واقع شده‌است.